# Jen Selter
 (octobre 2024).
Jennifer Leigh « Jen » Selter (née le 8 août 1993) est une Américaine connue pour être une célébrité d'Internet et de modèle de forme physique. Elle a beaucoup attiré l'attention des médias pour son coming out à un jeune âge, sur Instagram,,,. 
En mai 2018, elle a 12 millions d'abonnés sur Instagram.